# ТБУ-1
ТБУ-1 — радянський тролейбус великої місткості, що випускався на Заводі імені Урицького (нині «ТролЗа») у 1955—1958 роках. Він став перехідною моделлю від застарілого на той час «МТБ-82» до «ЗіУ-5». Була випущена лише одна експериментальна партія тролейбусів, що складалася лише з 10 машин. Однак, конструкції тролейбуса були виявлені серйозні вади, через що його виробництво було припинене, однак ТБУ-1 послугував прототипом для створення масової моделі тролейбуса «ЗіУ-5», яких було випущено близько 20 тисяч екземплярів. У цій моделі були виправлені деякі недоліки цього тролейбуса, і враховані його переваги.
Машини ТБУ-1 працювали у містах Москва (9 штук) і Ленінград (1 штука). Також у 1957 році на «ЗіУ» були спроектовані вантажні тролейбуси ТБУ, однак вони не пішли у серію і залишилися існувати у кількох дослідних екземплярах.

## Історія створення
Тролейбусний завод імені Урицького розробляв модель «ТБУ-1» ще з початку 1950-х років, адже «МТБ-82», що тоді випускався, вже технічно і морально застарів. Перший виготовлений екземпляр нового тролейбуса виїхав з заводу літом 1955 року на випробування. Нова машина отримала тримальний кузов, стала значно більшою порівняно з МТБ (довжина тролейбуса склала 11,4 метри), у неї з'явилися великі вікна. Електрообладнання було поставлено з московського заводу «Динамо», і було вдосконалене (наприклад, система керування стала автоматичною РКСУ, де всі комутації високовольтних ланцюгів виконувалися за допомогою спеціального апарату, що звався реостатний контролер, і у тролейбуса був новий, і потужніший тяговий двигун).
Після проходження випробувань, бути виготовлені 10 тролейбусів першої (і останньої) партії. 9 тролейбусів відправилися у Москву, а 1 машина в Ленінград. В перші місяці експлуатації у тролейбусів виявився серйозний конструктивний недолік: справа в тому, що блок з пусково-гальмівними реостатами, контакторна панель, тяговий двигун і інше електрообладнання тролейбуса було розміщений у задньому звисі, і задня частина тролейбуса вийшла сильно переобтяженою. І все б нічого, та у конструкції був ще один недолік: тримальна основа кузова, як і деякі інші його силові елементи, виявилася слабкою і не витримувала такого навантаження. Це призвело до того, що задній звис ТБУ-1 став провисати. За пару років, експлуатація цих тролейбусів стала просто небезпечною, адже загрожувала розвалом усієї конструкції та супутніми небезпечними наслідками.
Це і стало причиною їх швидкого списання: в Москві їх списали вже у 1961 році (машини були зовсім нові — їм було не більше 4—5 років). Ленінградську машину спіткала схожа доля. Цьому ТБУ-1 під час капітального ремонту забрали двигун з заднього звису і перемістили його у колісну базу. Однак це ненадовго його врятувало, і тролейбус був списаний у 1964 році.
Хоча ця модель виявилася невдалою, та вона стала за основу створення тролейбуса ЗіУ-5, доволі непоганої машини (хоча і ЗіУ-5, в свою чергу мав чимало недоліків, і з кузовом теж), яких було випущено близько 20 тисяч екземплярів. Перші машини ЗіУ-5 з'явилися у 1959 році.

## Опис
ТБУ-1 став перехідною моделлю від МТБ-82 до ЗіУ-5. У загальному, він був близьким до перших серійних зразків ЗіУ-5, які почерпнули від ТБУ-1 «усе найкраще». Кузов ТБУ-1 був тримальним, де основним елементом конструкції був каркас, зроблений зі сталевих труб, що був конструктивно об'єднаний з просторовою фермою. Кузов став слабким місцем машини, адже він виявився доволі слабким та не здатним витримувати серйозні навантаження; що і послугувало причиною швидкого списання усіх машин цієї моделі. У серійної моделі ЗіУ-5, яких було випущено понад п'ятнадцять тисяч штук, кузов був серйозно зміцнений, і тим не менше, тримальна основа кузова у ЗіУ-5 виявилася також слабкою. Ще одним серйозним недоліком цієї моделі було те, що каркас та обшивка кузова були зроблені з різних матеріалів: каркас ЗіУ-5 виготовлявся зі сталі, а обшивка - з дюралюмінієвих панелей. Відповідно через контакт цих двох металів, вони швидко руйнувалися; слугували ЗіУ-5 у середньому 9-14 років і одною з найчастіших причин списання машин ставав поганий стан кузова тролейбуса, іноді під час ремонтів, дюралеву обшивку міняли на сталеву, однак до самого зняття з виробництва (до 1972 р.), ЗіУ-5 випускався з алюмінієвою обшивкою кузова. У ТБУ-1 кузов же був сталевим.
Модель ТБУ-1 по тих роках, і у порівнянні з «МТБ-82» була вельми сучасною: тролейбус став довшим (довжина склала 11,4 метри) і відповідно місткішим, у нього з'явилися великі вікна, сучасніший дизайн. Лобове скло тролейбуса складалося з чотирьох частинок, трохи нагадуючи в цьому тролейбус СВАРЗ МТБЕС, для перших серійних зразків ЗіУ-5 також було характерним лобове скло з 4 частинок, що було згодом замінене на скло з двох половин. Рейсовказівник тролейбуса не відрізнявся від аналогічного у СВАРЗа та МТБ. Також тролейбус мав красивий хромований передній бампер, і алюмінієві підвіконні молдинги, а також молдинги над острішком кузова.
На відміну від того ж СВАРЗа-МТБЕСа, тролейбус мав вдосконалене електрообладнання (у СВАРЗа був двигун і електрообладнання від МТБ-82). На ТБУ-1 встановлювався тяговий електродвигун ДК-204Б, що був розроблений на московському електротехнічному заводі «Динамо», і мав потужність 95 кіловат. Завдяки потужнішому двигуну, тролейбус виявився дуже швидкохідним, і на горизонтальних ділянках траси міг розвинути максимальну швидкість 65 км/год. Двигун тролейбуса, контакторна панель і блок з пуско-гальмівними опорами були розміщені у задньому звисі. Однак кузов тролейбуса виявився заслабким, щоб витримати таке навантаження і з часом почав провисати, причому досить серйозно, щоб уникнути небезпечних наслідків тролейбуси довелося списати. В одному з ТБУ-1 під час ремонту двигун був забраний з заднього звису і розміщений у колісній базі, однак це тролейбус ненадовго врятувало. У ЗіУ-5 двигун вже був у базі, тому ця проблема зникла.
Система керування двигуном була реостатно-контакторною, але вже автоматичною, всі комутації високовольтних ланцюгів вже виконувалися за допомогою групового реостатного контролера, а водій за допомогою педалей обирав, що необхідно від самого тролейбуса. Блок з пуско-гальмівними реостатами, контакторну панель та багато іншого електрообладнання було розміщене у задньому звисі тролейбуса. Електрообладнання тролейбуса також було спроектоване на заводі «Динамо» у Москві. На даху тролейбуса розміщувалися два радіореактори для придушення завад радіозв'язку. Штанговловлювачами цей тролейбус не обладнувався.
Тролейбус ТБУ-1 мав дві двері: у передньому та задньому звисі, таке компонування дверей збереглася і на ЗіУ-5. Салон ТБУ-1 став значно комфортнішим та місткішим за МТБ-82. У салоні було чотирирядне планування, а усі сидіння, крім одного одномісного напроти задніх дверей та місця кондуктора, були двомісними диванами. У задньому звисі розміщувався п'ятимісний диван. Загалом у салоні ТБУ-1 було наявно 44 сидіння, і ще 31 пасажир міг їхати стоячи, у годину-пік, у салон тролейбуса могло поміститися і більше 90 чоловік. Для вентиляції салону були наявні половинки вікон, що зсувалися вниз, а також система примусової вентиляції. Система вентиляції збереглася і на ЗіУ-5, а от зсувні половинки вікон були замінені зсувними кватирками. Для обігріву салону було застосоване тепло пуско-гальмівних реостатів. Недоліками салону були негерметичні двері, які негерметично закривалися, залишаючи щілини, в які потрапляв бруд і сніг узимку. Зокрема у задній частині не було достатньої кількості поручнів, тому люди, що сиділи на 5-місному дивані запросто могли попадати зі своїх місць, якби тролейбус різко загальмував. Також у салоні не було люку для обслуговування ТЕД, що давало можливість обслуговувати і ремонтувати двигун лише на оглядовій ямі у тролейбусних депо.

## Експлуатація
За час виробництва (1955—1958 р.р.) було випущено 10 екземплярів:
| Тролейбус | Місце роботи | Інвентарний номер | Рік випуску | Тролейбусний парк | Рік списання | Теперішній стан |
| ТБУ-1     | Москва       | 501               | 07.1955     | «ЗіУ-5»           | 05.1961      | списаний        |
| ТБУ-1     | Москва       | 502               | 1957        | «ЗіУ-5»           | 03.1961      | списаний        |
| ТБУ-1     | Москва       | 503               | 01.1958     | «ЗіУ-5»           | 03.1961      | списаний        |
| ТБУ-1     | Москва       | 504               | 01.1958     | «ЗіУ-5»           | 03.1961      | списаний        |
| ТБУ-1     | Москва       | 505               | 01.1958     | «ЗіУ-5»           | 03.1961      | списаний        |
| ТБУ-1     | Москва       | 506               | 01.1958     | «ЗіУ-5»           | 03.1961      | списаний        |
| ТБУ-1     | Москва       | 507               | 01.1958     | «ЗіУ-5»           | 03.1961      | списаний        |
| ТБУ-1     | Москва       | 508               | 01.1958     | «ЗіУ-5»           | 03.1961      | списаний        |
| ТБУ-1     | Москва       | 509               | 01.1958     | «ЗіУ-5»           | 05.1961      | списаний        |
| ТБУ-1     | Ленінград    | 06                | ?           | «Старі»           | 1964         | списаний        |
| --------- | ------------ | ----------------- | ----------- | ----------------- | ------------ | --------------- |

Також у 1994 році знайшли кузов московського тролейбуса ТБУ-1, однак він вже понад 10 років чекає реставрації.